# فاطمه جناح
فاطمه جناح (به اردو: فاطمہ جناح) (به انگلیسی: Fatima Jinnah)، (زاده ۳۱ ژوئیه ۱۸۹۳ – درگذشته ۹ ژوئیه ۱۹۶۷) خواهر محمدعلی جناح، بنیان‌گذار کشور پاکستان، یک جراح دندانپزشک پاکستانی، زیست‌شناس، استاد و یکی از بنیانگذاران اصلی پاکستان بعد از استقلال این کشور است. در پاکستان از وی به عنوان خاتون پاکستان یا مادر ملت نامبرده می‌شود. فاطمه جناح، نقش مهمی در جنبش تحریک پاکستان و اتحادیه دانشجویان زن مسلمان هند داشت. وی پس از تأسیس کشور پاکستان و مرگ برادرش، در صحنه سیاست پاکستان باقی‌ماند و در ۹ ژوئیه ۱۹۶۷ در شهر کراچی درگذشت.

## زندگی‌نامه
فاطمه جناح در ۳۰ ژوئیه ۱۸۹۳ در شهر کراچی به دنیا آمد. در سال ۱۹۲۳ او دکترایش را در رشته دندانپزشکی از دانشگاه کلکته دریافت کرد و در شهر بمبئی ساکن شد.

## فعالیت‌ها
وی در بمبئی در همکاری نزدیک با محمد علی جناح برادر بزرگترش قرار گرفت و مشاور او شد و سپس به عنوان اولین والی پاکستان انتخاب شد. او یکی از سرسخت‌ترین منتقدان راج بریتانیا بود و او به عنوان یک طرفدار قوی استقلال هندوستان بود و به عنوان رهبر مسلم لیگ از ایده دوکشوری در پاکستان دفاع می‌کرد.
پس از استقلال پاکستان، او انجمن زنان پاکستان را تأسیس کرد. این انجمن نقش برجسته ای در حل و فصل مشکلات مهاجران زن در کشور تازه تأسیس شده پاکستان را تشکیل می‌داد. او تا زمان مرگ برادرش محمد علی جناح در کنار او باقی ماند. پس از مرگ محمد علی جناح، فاطمه تا سال ۱۹۵۱ از تماس با مردم ممنوع بود. در همین سال پیام رادیویی اش به مردم پاکستان با سانسور شدید دولتی روبرو شد. او کتاب برادرم را در سال ۱۹۵۵ نوشت ولی این کتاب تنها ۳۲ سال بعد در سال ۱۹۸۷ منتشر شد چرا که مقامات دولتی او را متهم کرده بودند که افکارش ضد ملی است. حتی چند صفحه از این کتاب بعد از انتشار نیزاز آن حذف شده بود.
جناح در سال ۱۹۶۵ علیه دولت نظامی و دیکتاتوری ژنرال ایوب خان در انتخابات ریاست جمهوری شرکت کرد. توسط بسیاری از احزاب پاکستان حمایت شد و برخلاف محدودیت‌های سیاسی و نظامی که علیه او اعمال شده بود در شهرهای بزرگ پاکستان مانند کراچی و داکا پیروز شد. مجلهٔ آمریکایی Time، در گزارش کارزار انتخاباتی سال ۱۹۶۵ در پاکستان نوشت که جناح وطن‌پرست با تهاجم ایوب خان و متحدانش مواجه شده‌است.

## درگذشت

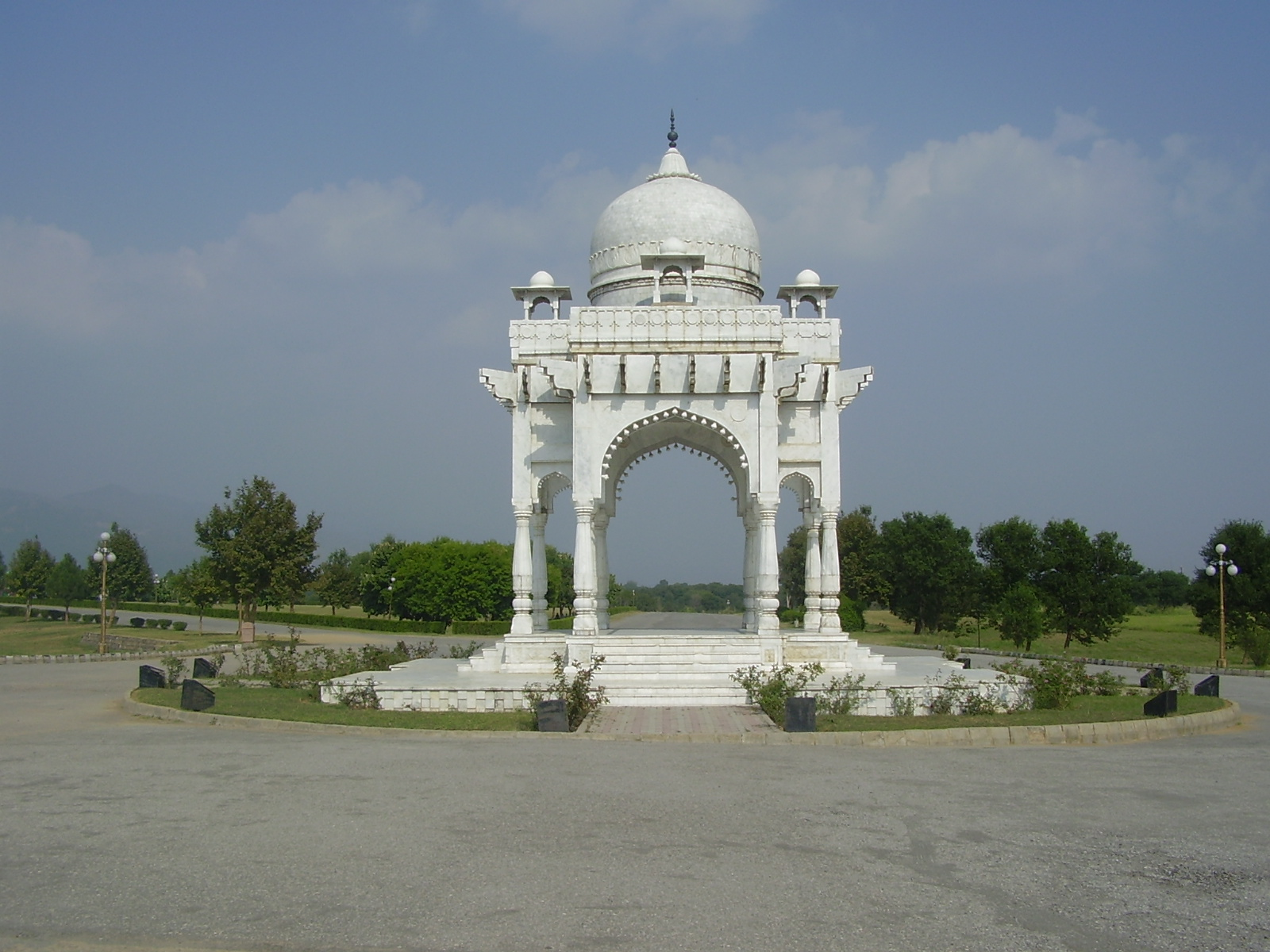

جناح در تاریخ ۹ ژوئیه ۱۹۶۷ در کراچی فوت کرد. در ارتباط با مرگ او اختلاف نظر وجود داشت، زیرا برخی گزارش‌ها ادعا کرده‌اند که به دلایل غیرطبیعی فوت کرده‌است. خانواده اش خواهان انجام تحقیقات شدند ولی دولت پاکستان این درخواست را رد کرد. او به عنوان یکی از محترم‌ترین رهبران پاکستان همواره در خاطره‌ها باقی است. در مراسم تشییع او در کراچی نزدیک به نیم میلیون نفر حضور داشتند.
فاطمه جناح به عنوان یکی از حامیان حقوق مدنی شناخته می‌شود. او به دلیل همراهی با برادرش محمد علی جناح و مبارزاتش در جنبش پاکستان همواره مورد احترام قرار داشته‌است. برای گرامیداشت او لقب‌های مادر ملت و خاتون پاکستان صفاتی است که بسیاری از جریانات سیاسی و اجتماعی پاکستان به او داده‌اند.